# Galle
Galle (singalski: ගාල්ල, tamilski: காலி) je glavni grad južne provincije Šri Lanke i istoimeni distrikt na jugozapadnom vrhu otoka. Nalazi se 119 km od Colomba, na utoku rijeke Gin, gdje je i najdulju most Šri Lanke, Wakwella most.
Stari grad Gallea je izvrstan primjer utvrđenog kolonijalnog grada u jugoistočnoj Aziji s građevinama u kojima se miješaju elementi europske arhitekture s jugoazijskom tradicijom. Zbog toga je 1982. god. upisan na UNESCO-ov popis mjesta svjetske baštine u Aziji i Oceaniji. 
Galle ima ugovor o partnerstvu s gradom Velsen (Nizozemska), a Melbourne (Australija) uvelike pomaže gradu nakon cunamija 2004. godine.

## Povijest
Prije dolaska Portugalaca, grad je bio poznat kao Gimhathiththa, premda ga Ibn Batuta u 14. stoljeću naziva Qali, i bio je glavna izvozna luka za cimet, možda još od biblijskih vremena. O tome svjedoči "Trojezična kamena ploča Gallea" iz 1411. godine na kojoj se nalazi isti natpis na tamilskom, kineskom i perzijskom jeziku, a koja govori o drugoj posjeti kineskog admirala Ženg Hea.
Portugalski kapetan Lourenço de Almeida je ovdje prinudno pristao 1505. godine i upoznao se s prednostima luke Gallea. Portugalci ga u 16. stoljeću pretvaraju u svoju glavnu luku koju su morali predati Nizozemcima 1640. godine. Oni su do 1663. godine izgradili utvrdu okruživši cijeli poluotok kamenim zidinama i bastionima. Grad doživljava vrhunac razvoja u 18. stoljeću za vrijeme uprave nizozemske istočnoindijske kompanije. Britanci su, nakon što su preuzeli Galle 1796. godine, zadržali utvrdu u izvornom obliku i koristili ju kao upravno središte grada. Općinsko vijeće grada je osnovano 1865. godine, a prvi gradonačelnik grada 1939. godine, Wijeyananda Dahanayake, je kasnije postao prvim premijerom Cejlona.
Dana 26. prosinca godine, grad je opustošio cunami u Indijskom oceanu nakon katastrofalnog potresa uz obale Indonezije. U samom gradu su poginule tisuće ljudi.

## Znamenitosti
Utvrđeni dio grada koji su izgradili Nizozemci još uvijek stoji u gotovo izvornom obliku. Njegove zidine i 14 bastiona su izgrađeni 1663., a sjeverni utvrđeni portal s pokretnim mostom iznad jarka je iz 1669. godine. Utvrda Galle je najveća utvrda koju su europski kolonijalisti izgradili u Aziji. Pored zgrade zapovjednika, arsenala i barutane, te prostora za proizvodnju pomorske opreme i baraka, on na ima tri slavna bastiona, poznati kao "sunce", "mjesec" i "zvijezda".
Sam grad unutar utvrde je izgrađen u pravilnoj mreži ulica koje su paralelne s konfiguracijom tla, dok su sjeverne paralelne sa zidinama. On je bio zatvoren morskim zidinama iz 1729. god. i na vrhuncu u 18. stoljeću u njemu je obitavalo oko 500 obitelji, i nalazile su se upravne i trgovačke zgrade, te skladišta.
Protestantska barokna crkva iz 1775. godine, koju je dizajnirao Abraham Anthonisz, je najstarija na Šri Lanki. Pored nje tu je i stara prirodna luka koju štiti brdo Rumassala Unawatuna (koje se spominje u Ramajani), Pomorski muzej, jedan od najvaćnijih hramova Šive na otoku, Gospina katedrala koju su osnovali isusovci, te povijesni luksuzni hotel Amangalla.
- Trojezična kamena ploča Gallea, rekonstrukcija
- Utvrda Galle
- Crkva u Utvrdi
- Bastioni utvrde
- Internacionalni stadion za kriket Galle

## Stanovništvo
Galle je s 91.000 stanovnika veliki šrilankaski grad i većinu čine Sinhalezi, te veliki broj šrilankaških Maura, potomaka arapskih trgovaca koji su se naselili u luci Gallea. Galle je također poznat i po velikom broju stranaca, što stalnih stanara, što vlasnika ljetnikovaca.
| Narodnost                                          | Brojnost | % od ukupnog broja |
| -------------------------------------------------- | -------- | ------------------ |
| Sinhalezi                                          | 66,114   | 72.70              |
| Šrilankaski Mauri                                  | 23,234   | 25.55              |
| Šrilankaski Tamili                                 | 989      | 1.09               |
| Indijski Tamili                                    | 255      | 0.28               |
| Ostali (uključujući Burgere i Šrilankaske Malajce) | 342      | 0.38               |
| Ukupno                                             | 90,934   | 100                |

Izvor: Popis stanovništva iz 2001.  Arhivirana inačica izvorne stranice od 13. srpnja 2017. (Wayback Machine)

## Vanjske poveznice
- Utvrđeni grad Galle (engl.)
- CPAmedia Povijesni Galle (engl.)

Ostali projekti
|  | Zajednički poslužitelj ima još gradiva o temi Galle |